# アーデルスドルフ
アーデルスドルフ (ドイツ語: Adelsdorf) は、ドイツ連邦共和国バイエルン州ミッテルフランケンのエアランゲン＝ヘーヒシュタット郡に属す町村（以下、本項では便宜上「町」と記述する）。

## 地理

### 位置
アーデルスドルフは、ミッテルフランケン工業地域に位置する。

### 自治体の構成
この町は、公式には以下の9つの集落からなる。
- アーデルスドルフ
- アイシュ
- ヘプシュテット
- ラウフ
- ナインスドルフ
- ノイハウス
- ウットシュタット
- ヴァッパースドルフ
- ヴィーゼンドルフ

## 歴史

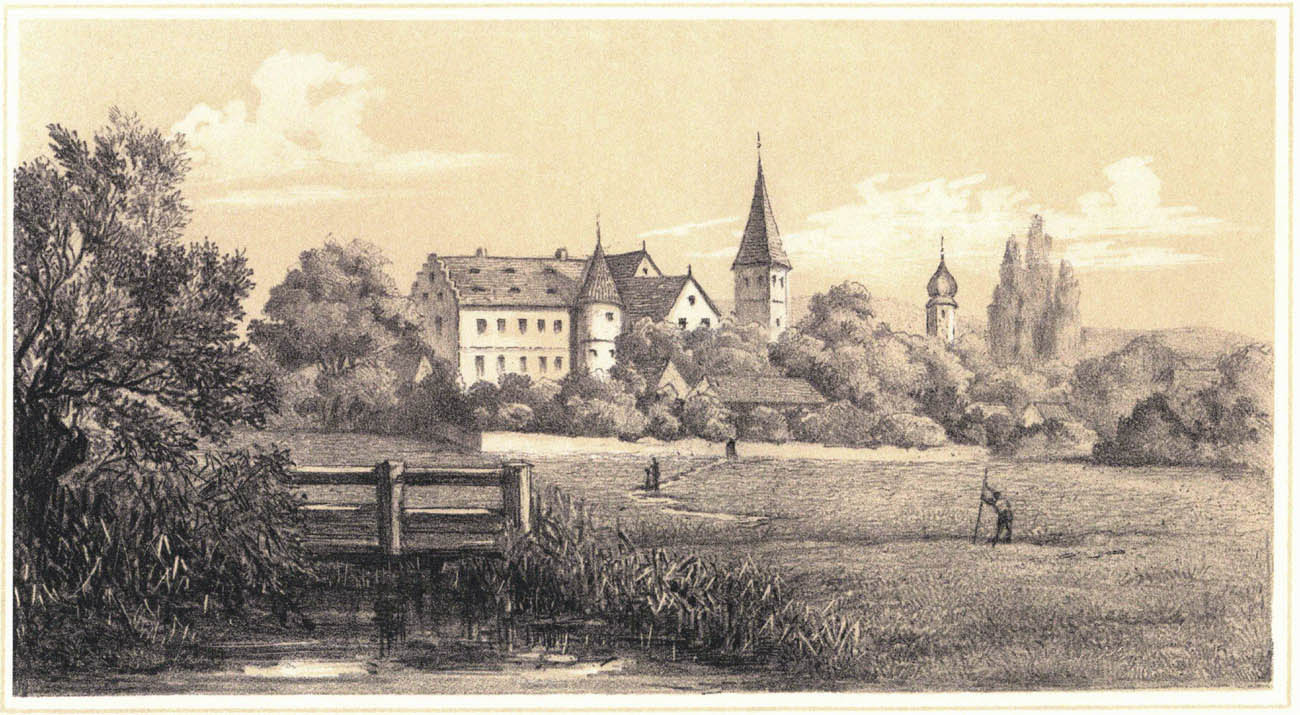
1870年頃のアーデルスドルフ

アーデルスドルフが現在のミッテルフランケンに組み込まれたは1800年で、ビプラ男爵家の所領であった。1806年にライン同盟によりバイエルン領となった。

### 人口増加
この地域の人口は、1970年 4,216人、1987年 5,725人、2000年 7,644であった。

## 行政

### 議会
この自治体の議会は首長を含む21議席からなる。

### 首長
首長は、カルシュテン・フィシュカル (Karsten Fischkal) である。

### 紋章
図柄: 青地の基部には水平に銀のコイ。その上部は赤地と金地に左右二分割。向かって左は、斜めに置かれた銀の鍵。向かって右は、赤い舌を出し、銀の鱗に覆われた尾を持ち、立ち上がる黒いビーバー。

### 友好都市
- ウッジャーテ＝トレヴァーノ（イタリア、ロンバルディア州）1997年
- フェルトバッハ（オーストリア、シュタイアーマルク州）2007年

## 引用
1. ↑  https://www.statistikdaten.bayern.de/genesis/online?operation=result&code=12411-003r&leerzeilen=false&language=de Genesis-Online-Datenbank des Bayerischen Landesamtes für Statistik Tabelle 12411-003r Fortschreibung des Bevölkerungsstandes: Gemeinden, Stichtag (Einwohnerzahlen auf Grundlage des Zensus 2011)
2. ↑  Bayerische Landesbibliothek Online